# Cochranella midas
Cochranella midas és una espècie de granota que viu al Brasil, l'Equador, Perú i, possiblement també, a Bolívia i Colòmbia.